# Jezuitské divadlo Český Krumlov
Jezuitské divadlo Český Krumlov je  dvoupatrová budova v Horní ulici čp. 153 v Českém Krumlově, ve které od roku 1613 do roku 1773 řád jezuitů provozoval divadlo. Budova je chráněna jako kulturní památka.

## Historie
Dvoupatrový dům čp. 153 se severním vstupním průčelím z Horní ulice v Českém Krumlově byl sídlem jezuitského divadla od roku 1613. Původním majitelem domu byl řezník Jan Tancl. Řeznickou živnost připomíná cechovní znamení – řeznický znak (zkřížené sekery) na severní fasádě domu. V sousedním domě čp. 154 sídlil od roku 1586 jezuitský řád. Dům v Horní ulici č. 153 koupila v roce 1590 městská rada a věnovala řádu jezuitů, kteří zde roku 1613 zřídili divadlo. Řád jezuitů získal pro nový jezuitský seminář v Horní ulici v letech 1650–1652 i raně barokní dům čp. 152.
Po zrušení jezuitského řádu 1773 budova dále sloužila školním i divadelním účelům. Dům byl v roce 1925 přestavěn pro potřeby městského divadla, které zde hrálo do března 1971. Ve 20. století byla budova připojena k Hotelu Růže v Horní ulici čp. 154 (bývalá kolej jezuitů). V roce 1998 byla provedena rekonstrukce fasád a ostění.

## Popis

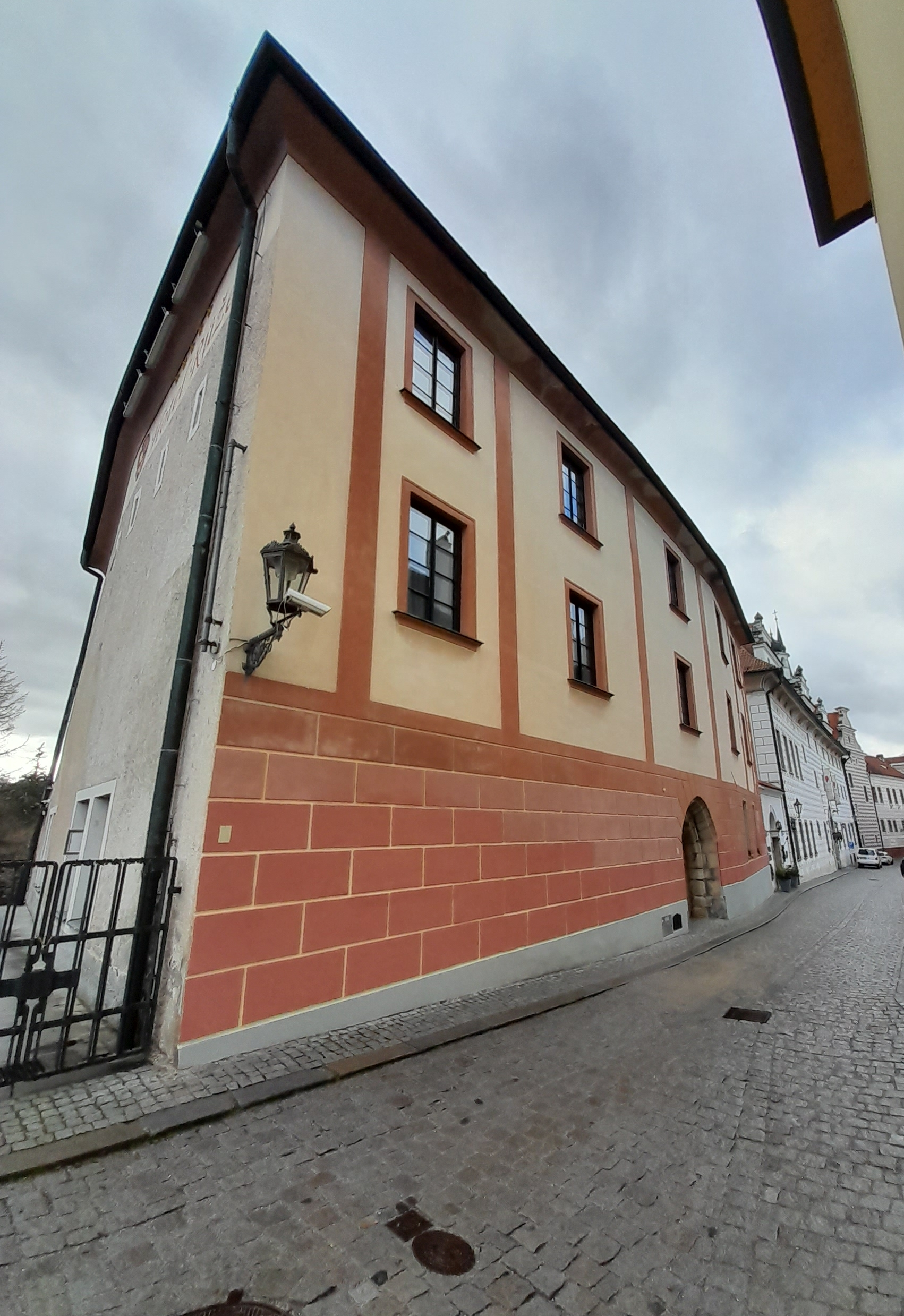
Pohled Horní ulicí k náměstí

Dům má řadu původních stavebních konstrukcí ze středověku – hradební zeď na východní straně, obvodové zdivo s kamenným vstupním portálem. Původní divadlo bylo dřevěné a hrálo se na nádvoří. Později bylo přestěhováno do zděné budovy a v letech 1639 a 1655 prošlo stavebními úpravami, při kterých byly do domu vloženy valené klenby s pětibokými výsečemi. Pro statické poruchy byla budova roku 1760 kompletně restaurována. Svým využitím pro potřeby barokního divadla se řadí mezi nejstarší divadla na našem území.

## Význam

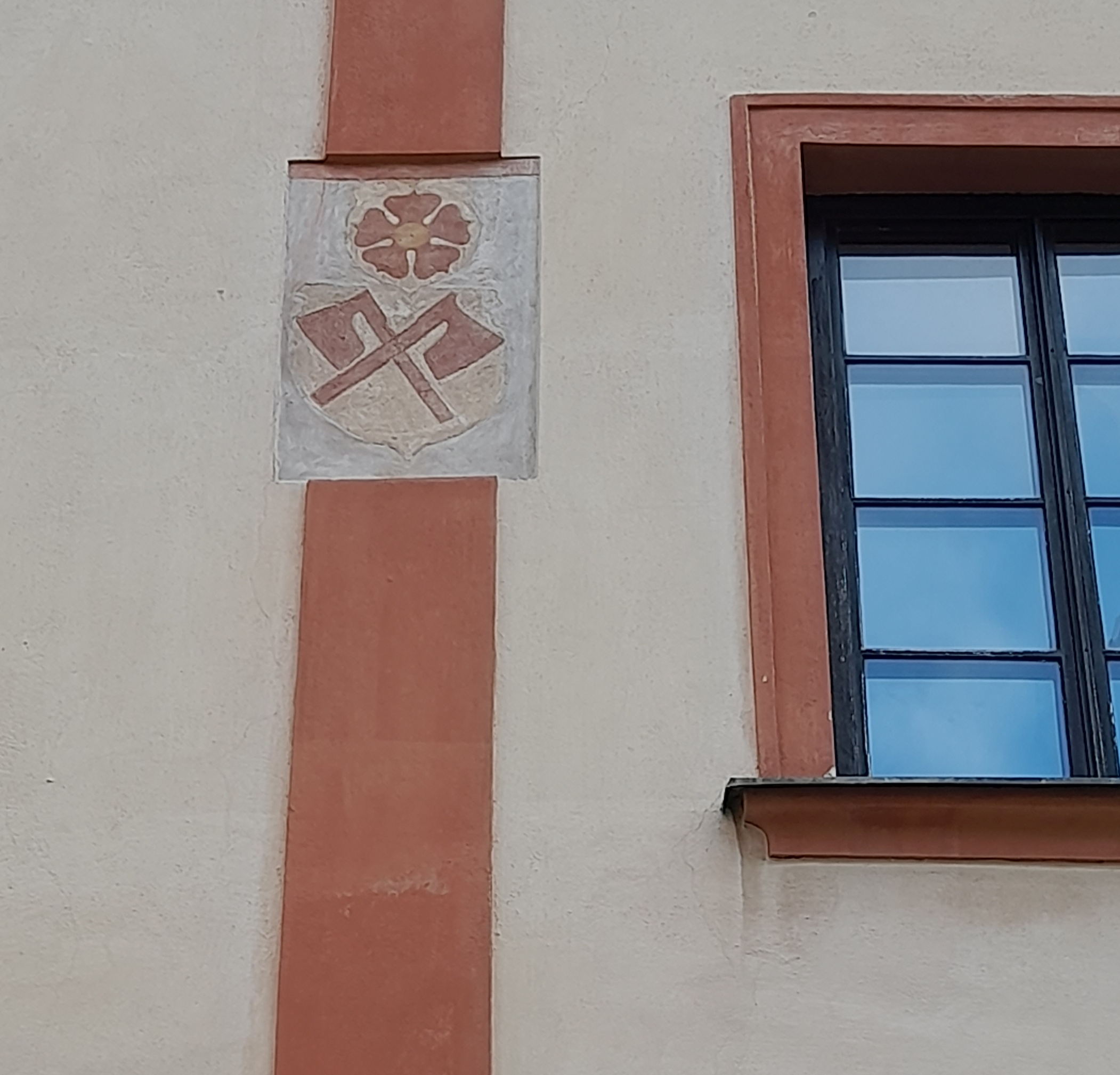
Cechovní znak

Divadlo mělo v náboženské i vzdělávací činnosti jezuitského řádu významné postavení. Divadelní představení byla spojena s přednesem básní, s řečnickými cvičeními, představení měla náměty s biblickou tematikou, nebo uváděla smyšlené příběhy citově, nábožensky a morálně silně působivé. Jazykem jezuitských dramat byla latina. Divadelním představením končívaly i semestry a vystoupení žáků byla odměněna cenami. Mezi autory dramatických her vyniká Mikuláš Salius (1543–1596), který přišel do Českého Krumlova v roce 1586 z Prahy.